# 단색나무쌀쥐
단색나무쌀쥐(Oecomys concolor)는 비단털쥐과 나무쌀쥐속에 속하는 설치류이다. 아마존 생물 군계의 열대 우림에서 발견되지만 알려져 있는 정보는 많지 않다. 브라질 북서부와 콜롬비아 남동부, 베네수엘라 남부에서 발견된다.